# Guillem Morell (escriptor)
Guillem Morell (segle xv) fou un poeta català en llengua llatina del que només se sap que va escriure un recull d'himnes en llengua llatina, que va acabar l'any 1404 titulat Expositio siue ecphasis hymnorum tam de tempore quam de sanctis quibus Ecclesia per anni circulum utitur (manuscrit a la Biblioteca del Monestir de l'Escorial).